# پروژه سالنامه
پروژه سالنامه (به انگلیسی: Project Almanac) (با عنوان اولیهٔ به دیروز خوش‌آمدید) یک فیلم علمی–تخیلی مهیج آمریکایی به کارگردانی دین ایزرالایت و نویسندگی جیسون هری پیگن و اندرو دوئیچمن است. از بازیگران فیلم می‌توان به جانی وستن، سوفیا بلک دلیا، ایمی لندکر، سام لرنر و گری گروبز اشاره کرد. داستان فیلم دربارهٔ گروهی نوجوان است، که موفق به کشف نقشه‌های سرّی ماشین زمان شده‌اند، و برای خود یکی می‌سازند، اما در این بین اوضاع شروع به خارج شدن از کنترل آن‌ها می‌شود.
پروژه سالنامه قرار بود توسط پارامونت پیکچرز در اوایل سال ۲۰۱۴ اکران شود، اما در نهایت در تاریخ ۳۰ ژانویه ۲۰۱۵ به نمایش درآمد. فیلم با واکنش‌های متوسطی از سوی منتقدان و مخاطبان همراه بود، و ۳۳ میلیون دلار در سراسر جهان فروش کرد در حالی که ۱۲ میلیون دلار بودجه ساخت آن بوده است. 